# 忘情闊少爺
《忘情阔少爷》（英語：Debts Of A Life Time），是香港無綫電視1995年製作的电视剧，全劇共20集，由呂頌賢、徐濠萦、傅明憲、魏駿傑領銜主演，並由罗乐林、林家栋、许绍雄、韩马利聯合主演，監製為李艷芳。播出時首週收視為25點，結局週收視為26點，平均收視29點，为1995年全年剧集收视十大之一。

## 劇情簡介
康氏企業總裁康迪勤（呂頌賢飾），精明能幹，處事不擇手段。因一次意外導致失憶，被患老年癡呆症的忠伯 （張英才飾）誤認為其失散多年的兒子郭柱子。
在春雨街純樸街坊們的日漸陶治下，柱子成為一個心地善良、熱於助人的好人。先後令王偉業（鄧兆尊飾）一對小夫婦和好如初，又幫助好友李志強（魏駿傑飾）與家人改善關係。柱子並結識了鄰居運來（徐濠縈飾），兩人互生情愫。
康迪勤終於被弟弟康迪志（林家棟飾）及家人發現，得知自己原來身分及以前的惡行，自責不已。其未婚妻高詠琳（傅明憲飾）並幫助他與家人盡釋前嫌。唯三角關係令三人都痛苦不已。
高振豪（羅樂林飾）素有野心，於康迪勤失蹤及失憶期間，暗地部署，企圖併吞康氏企業，康迪勤最後挺身而出，與之作背水一戰……。

## 演員表

### 康家
| 演員   | 角色   | 暱稱/關係 |
| 黄恺欣 | 张丽萍 | 康氏集团董事 康迪文之母 康宜、康迪勤、康迪志之繼母 |
| 戴志偉 | 霍耀昌 | 康氏集团董事 康宜、康迪勤、康迪志之舅父 |
| 谈佩珊 | 康宜   | JOYCE 康氏集团董事 张丽萍之繼女 康迪勤、康迪志、康迪文之姊 赵远生之妻 |
| 梁健平 | 赵远生 | 康氏集团董事 康宜之夫 康迪勤、康迪志、康迪文之姐夫 |
| 吕颂贤 | 康迪勤 | DICK、阿勤、豬仔1970年出生 康氏集团主席 康宜之弟，康迪志、康迪文之兄 高詠琳之未婚夫（青梅竹馬，1988年2月21日開始拍拖，1995年5月14日定婚），後分手 失憶後被誤認其為兒子的郭忠收留 李志強之好友 梁運來之男友，第20集向其求婚 |
| 林家栋 | 康迪志 | CHARLES 康氏集团董事，助理經理 康宜、康迪勤之弟 康迪文之兄 於第18集貪污罪成入獄6年（被高振豪利用） |
| 郭城俊 | 康迪文 | 张丽萍之子 康宜、康迪勤、康迪志同母異父之弟 |

### 梁家
| 演員   | 角色   | 暱稱/關係                                                                       |
| 韩马利 | 梁歡   | 歡姐 1952年出生 梁運來之母 佘毅之鬥氣寃家，第20集接受其求婚                     |
| 徐濠萦 | 梁運來 | YOKI、運來、來女、奀妹 化妆店售貨員 李志強之好友 康迪勤之女友，第20集接受其求婚 |

### 高家
| 演員   | 角色   | 暱稱/關係 |
| 罗乐林 | 高振豪 | 豪叔 振豪集团主席、康氏集团股東 高詠琳之叔父 企圖吞併康氏集团                                                                  |
| 傅明宪 | 高詠琳 | EMMILY 康氏集团高层 康迪勤之未婚妻（青梅竹馬，1988年2月21日開始拍拖，1995年5月14日定婚），後分手 李志強暗戀對象 於20集出走國外 |

### 李家
| 演員   | 角色   | 暱稱/關係                                                          |
| 刘江   | 李炳   | 炳叔、炳記 炳記茶餐廳老闆 周蓉之夫 李志傑、李志強之父              |
| 文洁云 | 周蓉   | 炳記茶餐廳老闆娘 李炳之妻 李志傑、李志強之母                       |
| 王維德 | 李志傑 | 李炳、周蓉之長子 李志強之兄                                        |
| 魏俊杰 | 李志強 | 阿強 曾在康氏任職司机 李志傑之弟 康迪勤、梁運來之好友 曾暗戀高詠琳 |

### 春雨街
| 演員   | 角色   | 暱稱/關係                                                 |
| 許紹雄 | 佘毅   | 佘醫生 無牌醫生 郭忠同屋主 梁歡之鬥氣寃家，第20集向其求婚 |
| 张英才 | 郭忠   | 忠伯 患有老人痴呆 佘毅同屋主 誤認康迪勤為其子郭阿豬       |
| 邓兆尊 | 王伟业 | 貸車司机 关若诗之夫                                       |
| 刘美珊 | 关若诗 | 銀行職 王伟业之妻 本為富家女，不顧家人反對跟隨王伟业      |
| 余慕蓮 | 陳師奶 | 春雨街街坊                                                |
| 俞明   | 何伯   | 春雨街街坊                                                |
| 馮瑞珍 | 三姑   | 春雨街街坊                                                |
| 蘇恩慈 | 王師奶 | 春雨街街坊                                                |
| 孫季卿 | -      | 春雨街街坊                                                |
| 何壁堅 | -      | 春雨街街坊                                                |
| 凌漢   | -      | 春雨街街坊                                                |

### 其他演员
- 郭少芸 饰 VIVIAN（受康迪勤指使，勾引趙遠生及康迪文）
- 麥長青 饰 ERIC（製衣廠廠長；月入五萬；曾追求梁運來）
- 張松枝 饰 WILSON（高振豪秘書)
- 李成昌 饰 陳  明
- 陳文妤 饰 明  母
- 何嘉丽 饰 娟  姐
- 河國榮 饰 JOHN BARTON
- 王啟德 饰 HENRY
- 張詩韻 饰 HENRY女友
- 梁少狄 饰 貨倉主管
- 張俊華 饰 倉務員
- 黃天鐸 饰 康氏董事
- 鄺佐輝 饰 STEVEN
- 鄧梓峰 饰 JOHN
- 郭金 饰 台灣明星
- 何美钿 饰 SANDY（康氏祕書）
- 溫文英 饰 康氏職員
- 朱樂輝 饰 康氏職員
- 廖麗麗 饰 康氏董事
- 譚一清 饰 康氏董事
- 呂劍光 饰 康氏董事
- 羅國雄 饰 康氏董事
- 盧剛 饰 康家賓客
- 鄭瑞曉 饰 康家賓客
- 沈星銘 饰 康家賓客
- 陸婉芬 饰 康家賓客
- 張捷 饰 康家賓客
- 譚寶珊 饰 康家賓客
- 王大偉 饰 康氏職員
- 陳展鵬 饰 太子張（康氐賓客）
- 羅君左 饰 康氐賓客
- 黃愷詩 饰 康氏職員
- 黃一山 饰 阿  標
- 鲍方 饰 鲁主任
- 陳振业 饰 鲁秘书
- 葉振聲 饰 李大雄（機械工程师；梁運來之瘋狂追求者）
- 蒋克 饰 地產王
- 何美好[註 1] 饰 AMY（化妆品售貨员；梁運來同事）
- 何美好[註 2] 饰 MAY
- 鍾潔怡 饰 PEON
- 陳向瑩 饰 APPLE
- 黄清榕 饰 CAT
- 鄧汝超 饰 司機良（康氏司機）
- 博 君 饰 司機明（康氏司機）
- 陳淑櫻 饰 花店店员
- 邵卓堯 饰 ROY
- 鄧笑琼 饰 靚  女
- 梁克遜   饰 議  員
- 可 心 饰 明  星
- 陳燕航 饰 CANDY
- 虞天偉 饰 康氏主管
- 陳勉良 饰 路  人
- 薛純基 饰 阿  成
- 蕭玉燕 饰 ADA（李志傑女友）
- 計祥龍[註 3] 饰 臨記頭
- 麥潔貞 饰 DIANA
- 凌文禮 饰 考  官
- 麥嘉倫 饰 DAVID
- 黃煒林 饰 司機陳（康氏司機）
- 卓慧敏 饰 售貨員
- 劉慶麗 饰 售貨員
- 鄧煜榮 饰 顧   客
- 黃仲匡 饰 阿   明
- 梁明華 饰 阿   堅
- 簡瑞超  饰 四舅公
- 黃日明[註 4]  饰 馬會客人
- 陳家賢 饰 JAMES
- 許堅信 饰 客  戶
- 李健成 饰 客  戶
- 歐陽燕萍 饰 客  戶
- 何振華 饰 畫  家
- 胡保鈞 饰 阿  伯
- 張漢斌 饰 酒  保
- 麥樹燊 饰 陳  伯
- 郭德信 饰 東  叔
- 王偉樑 饰 阿  力
- 郭卓樺 饰 力手下
- 何掌君 饰 力手下
- 湯俊明 饰 力手下
- 蔡劍雪 饰 LINDA
- 林家麗 饰 JANET
- 陳寶靈 饰 MARY
- 黎秀英 饰 三  姐（康家傭人）
- 陸希揚 饰 收樓公司職員
- 鄭瑞曉 饰 收樓公司職員
- 沈星銘 饰 收樓公司職員
- 方　茹[註 5] 飾 康氏董事
- 賴榮顯[註 6] 飾 律  師
- 林佩君 饰 PAT
- 沈寶思 饰 ALEX
- 談杗慶 饰 張SIR
- 黃成想 饰 黃醫生
- 温雙燕 饰 芳  姐
- 李耀敬 饰 PETER WONG
- 羅國维 饰 陳董事
- 谭一清 饰 黃董事
- 徐廣林 饰 劏豬榮
- 劉桂芳 饰 祥  嫂
- 黄 新 饰 李绅士
- 梁 雄 饰 法  官
- 司徒浩 饰 老律师
- 廖麗麗 饰 董事夫人
- 陳鳳冰[註 7] 饰 路  人
- 古明華 饰 陳鎮岳
- 劉桂芳 饰
- 王賢志 饰
- 戴耀明 饰
- 華忠男 饰 SIMON
- 李衛民 饰 DAVID（梁運來請來的假男友）
- 李欣曉 饰 阿  霞（佘毅表妹）
- 康 華 饰 阿  芬
- 趙美裕 饰
- 游潔冰 饰 荃  嬸
- 左 西 饰 許伯
- 鄧榮燊 饰 周長東
- 陳中堅 饰 石預委
- 鄭永基 饰 執達吏
- 黃志成[註 8] 饰 警  察
- 羅樹祺[註 9] 饰 陳先生

## 音樂
- 王菲歌曲《冷戰》。
- 陳百強歌曲《一生何求》。
- 白光歌曲《等著你回來》。
- 米高·積遜珍納·積遜歌曲《Scream》。
- 劉雅麗歌曲《你為了愛情》。
- 王傑歌曲《是否我真的一無所有》。
- 許志安鄭秀雯歌曲《其實你心裡有沒有我》。
- 鄧丽君歌曲《祖母的话》。
- 齊豫歌曲《走在雨中》。
- 辛曉琪歌曲《味道》。
- 羅文歌曲《前程錦繡》。

## 配樂
- 本劇主題曲《還我真情》慢板變奏
- 田中公平《Othello no Katsuyaku》
- 日向敏文《リカのテーマソング》
- 日向敏文《Late at Night》
- 日向敏文《Tenderly~Rica's Theme》
- 日向敏文《Like a Rainstorm》
- 日向敏文《悠希のテーマ》
- 日向敏文《Touch the Sunset》
- 日向敏文《Alone in the Street》
- 日向敏文《If You Know》
- 日向敏文《End Title》
- 日向敏文《Dawn》
- 日向敏文《Coming Home》
- 渡辺宙明《ひとときの安らぎ》
- 久石讓《Resphoina》
- 久石讓《真紅の翼「紅の豚」より》
- 久石讓《I am～DREAM (MY LOST CITY) 》
- 星勝《今,素直になれて》
- 日本ACG《Seed》
- 岡崎倫典《STAY GOLD》
- James Horner《Depth Charge》
- Larry Carlton《Chapter II》

## 軼事
- 2004年推出的韓劇《最后之舞》、2005年推出的台灣偶像劇《王子變青蛙》與本劇的設定和橋段雷同，曾惹來"抄袭門"。[4][5]
- 林家栋作客《星级会客室》時谈到，本劇是他入行以来第一次擔演重要角色，共拍10集戲份。接到劇本之初高興得三天在家中足不出戶把整套劇本重覆翻看，更大膽向監製李艷芳指出劇本的漏洞，後李艷芳接受了他的意見，補拍了一場探監戲。而男主角呂頌賢發現劇本上的改動也好奇地跟他問起了此事。[6]

## 外部連結
- 豆瓣电影上《忘情闊少爺》的資料 （简体中文）
- 忘情阔少爷_百度百科 （页面存档备份，存于）
- 忘情闊少爺- 免費觀看TVB劇集- TVBAnywhere 北美官方網站 （页面存档备份，存于）